# Gesellschaft für Angewandte Mathematik und Mechanik

Logo der GAMM

Die Gesellschaft für Angewandte Mathematik und Mechanik (GAMM) ist ein Verein zur Förderung der wissenschaftlichen Arbeit. Er wurde 1922 vom Ingenieur Ludwig Prandtl und dem Mathematiker Richard von Mises gegründet.
Laut Satzung ist Aufgabe der GAMM „die Pflege und Förderung der wissenschaftlichen Arbeit und der internationalen Zusammenarbeit in der Angewandten Mathematik sowie auf allen Teilgebieten der Mechanik und Physik, die zu den Grundlagen der Ingenieurwissenschaften zählen“. Dieses Ziel verfolgt die GAMM vor allem durch das Veranstalten wissenschaftlicher Tagungen. Zusätzlich gibt die GAMM die Zeitschrift für Angewandte Mathematik und Mechanik (ZAMM) heraus.
Schwerpunkte der Arbeit sind u. a. numerische Mathematik, Festkörpermechanik, Aerodynamik und Strömungsmechanik, Stochastik, Operations Research, Optimierung. Die wichtigste Veranstaltung der GAMM ist die jährlich in Deutschland oder im benachbarten Ausland stattfindende Jahrestagung, die vor allem wegen ihres wissenschaftlichen Programms von hunderten Wissenschaftlern besucht wird. Zur Tagung erscheint jedes Jahr des Proceedingsband PAMM. Daneben finden weitere Tagungen zu speziellen Gebieten aus dem Spektrum der in der GAMM vertretenen Disziplinen statt.
Die GAMM verleiht jährlich den Richard-von-Mises-Preis an einen jüngeren Wissenschaftler für hervorragende Leistungen auf dem Gebiet der angewandten Mathematik und Mechanik. Die Gesellschaft hat über 2000 Mitglieder. Präsident ist Karsten Urban (Universität Ulm).